# Föreläsningsförening
Föreläsningsföreningar är en del av det fria och frivilliga folkbildningsarbetet och började bildas under folkbildningsrörelsen i slutet av 1800-talet. Den första föreläsningsföreningen var Stockholms arbetareinstitut som bildades 1880. 